# یوکا کاگیاما
یوکا کاگیاما (انگلیسی: Yūka Kageyama؛ زادهٔ ۸ مهٔ ۲۰۰۱) آیدل ژاپنی، خواننده، و بازیگر اهل ژاپن است.